# プロッサー (ワシントン州)
プロッサー（Prosser）は、アメリカ合衆国ワシントン州ベントン郡の郡庁所在地である。人口は6,062人（2020年）。ヤキマ川沿いにある。

## 歴史
長い間、インディアンが生活していた。この地は「急流」を意味する Tap tut と呼ばれていた。
1879年、ウィリアム・ファーランド・プロッサー大佐 (Colonel William Farrand Prosser) が地域を調査し、1882年に居住申請した。1884年、ノーザン・パシフィック鉄道が開通し、1885年から1886年にかけて駅のプラットフォームが完成した。1886年、プロッサー大佐がヤキマ郡の監査役に選出され、北部へと移住したため、彼は二度とプロッサーに戻ることはなかった。
1887年、ルイス・ヒンザリング (Luwis Hinzerling) が移住者を促進を図って製粉工場を建造した。1893年、運河が完成し、プロッサー灌漑会社が設立された。1899年、人口229の町として、正式に設立された。
1905年、ヤキマ郡とクリッキタト郡の東部からベントン郡が分離し、プロッサーが郡庁所在地に選出された。1907年、発電所が完成し、町へ電気の提供を開始した。1908年には高校が建設され、続いて電話交換局が完成した。1910年、アンドリュー・カーネギーの助成を受け、カーネギー図書館が建てられた。
1910年代から1920年代にかけて、石油や天然ガスが採掘され、大規模な調査が進められているうちに世界恐慌が終焉した。
1912年11月5日、ベントン郡の郡庁所在地をプロッサーからケニウィックへと移動する住民投票が実施され、激しい論戦が繰り広げられた。投票の結果、ケニウィックは過半数を得ることができたが、法律に規定されている60%に達することができず、プロッサーが郡庁所在地を保持することに決定した。
1919年、中部に住む農民・果樹栽培者・牧場主の抱える問題を解決することを目的として、ワシントン州立大学の灌漑実験場が設立された。実験場には、ワシントン州農務省とアメリカ合衆国農務省が提携して、プルマンの科学者が採用され、現在も稼働している。
1920年代、プロッサーには3つの新聞が刊行されていたが、Record-Bulletin紙に統合された。1926年、プロッサー裁判所が建立された。1968年にベントン郡歴史博物館が開かれた。
近年、ヤキマ川流域ではワインの製造やそれ関連する観光が活性化している。ヤキマ・バレー・アペラシオンのうち、いくつかのワイナリーはプロッサーを拠点としている。

## 地理
北緯46度12分25秒、西経119度45分56秒 (46.206921, -119.765612)に位置している。
アメリカ合衆国統計局によると、総面積11.5 km2 (4.4 mi2) である。このうち11.1 km2 (4.3 mi2) が陸地であり、0.3 km2 (0.1 mi2) (2.93%) が水地である。
- 山:
- 河川: ヤキマ川 (Yakima River)
- その他:

## 人口
2000年国勢調査では、人口4,838人、1,697世帯、1,240家族が暮らしている。人口密度は161.6/km2 (418.6/mi2) である。406.8/km2 (1,054.1/mi2) の平均的な密度に25,225軒の住宅が建っている。この都市の人種的な構成は白人79.89%、アフリカン・アメリカン0.54%、ネイティブ・アメリカン0.91%、アジア0.76%、太平洋諸島系0.29%、その他の人種15.11%、混血2.50%である。この人口の29.37%はヒスパニックまたはラテン系である。ドイツ系17.3%、イングランド系10.8%、アイルランド系9.3%、アメリカ系6.8%、ノルウェー系4.3%、フランス系4.2%、その他12.5% (メキシコ系99.1%) である。
全世帯のうち、18歳未満の子供と同居している世帯が41.5%、夫婦のみの世帯が57.2%、未婚女性の世帯が12.2%であり、26.9%は家族を持たない。個人名義の世帯主が24.0%、そのうち65歳以上が10.9%である。世帯ごとの平均人数は2.83人、家族ごとの平均人数は3.38人である。
18歳未満の未成年が32.5%、18歳以上24歳以下が9.6%、25歳以上44歳以下が26.0%、45歳以上64歳以下が19.5%、65歳以上が12.3%、平均年齢は32歳である。女性100人に対して男性は91.4人である。18歳以上の女性100人に対して男性は88.8人である。
この都市の世帯ごとの平均的な収入は39,185 USドルであり、家族ごとの平均的な収入は45,162 USドルである。男性は36,750 USドルに対して女性は26,146 USドルの平均的な収入がある。この都市の一人当たりの収入 (per capita income) は16,302 USドルである。人口の11.5%及び家族の13.5%の収入は貧困線以下である。全人口のうち18歳未満の21.1%及び65歳以上の2.6%は貧困線以下の生活を送っている。

## 経済
主要産業は農業である。ヤキマ・バレーのブドウ栽培地域 (American Viticultural Area) のひとつである。

## 教育

### 学校
- Prosser High School
- Prosser Falls Education Center
- Housel Middle School
- Prosser Heights Elementary
- Keene-Riverview Elementary
- Whitstran Elementary

## 交通
- 空港:
- 高速道路: 
  - 州間高速道路82号線
  - U.S. Route 12 in Washington
  - Washington State Route 221
  - Washington State Route 22

## 関係者
- George Boomer: 新聞記者。社会主義者。1908年知事選候補。
- Kellen Moore: カレッジフットボール選手。ボイシ州立大学在学時、アメリカ代表選出。
- Kelly Blair: 陸上競技選手。2008年北京オリンピック出場。
- Harold McCluskey: 通称"Atomic Man"。ハンフォード・サイトの代表的な技術者。
- Mary L. Boas: 数学者、物理学者。
- Walter Clore: ワシントンワインの父 (Washington wine)。